# Discovery Channel
Discovery Channel is een Amerikaans televisienetwerk dat populairwetenschappelijke programma's uitzendt. Bij alle aanbieders is de zender ook in HD te verkrijgen. In Nederland had de zender in 2018 een marktaandeel van 3,8% (doelgroep M25-54).

## Geschiedenis en activiteiten
Op 17 juni 1985 werd voor het eerst uitgezonden in de vorm van abonneetelevisie, met 156.000 abonnees. Daarna groeide het netwerk snel. In 1989 werd het netwerk in Groot-Brittannië gelanceerd, later omgedoopt tot Discovery Channel Europe. De Britse variant werd in meerdere Europese landen uitgezonden, waarbij ondertiteling in vele talen werd meegestuurd. Later werden ook geluidskanalen in meerdere talen toegevoegd en nog later aparte programma's voor verschillende talen, waaronder het Nederlands. In december 1992 was reeds een groot deel van de programma's op de Europese zender ondertiteld in het Nederlands. Sinds 6 januari 1997 krijgt Nederland zijn eigen Discovery Channel en sinds 1 oktober 2009 is er ook een Vlaamse Discovery Channel. De reclameregie voor Discovery Channel Vlaanderen is in handen van SBS Belgium, het moederbedrijf van VIER en VIJF.
Discovery koopt vaak programma's van andere Engelstalige zenders en zendt deze zelf uit. Veel programma's werden eerst uitgezonden op het Engelse Channel Four. Sinds december 2015 zijn er geen teletekstnieuwspagina’s meer beschikbaar.
Tegenwoordig wordt Channel niet meer gecommuniceerd en heet de zender Discovery.
Discovery Inc. heeft ook nog een aantal andere televisiezenders, waaronder:
- Discovery Science
- Discovery World
- Investigation Discovery
- TLC
- Animal Planet (HD) (tot 2011 in samenwerking met de BBC Worldwide)

De themakanalen zijn alleen in pluspakketten te ontvangen. Animal Planet/TLC en het hoofdkanaal van Discovery Channel zijn met een basisabonnement te ontvangen.
Discovery Communications, Inc. is beursgenoteerd. Mediamagnaat John Malone is de grootste aandeelhouder. Ook Advance/Newhouse heeft een belang. Oprichter John S. Hendricks heeft een klein belang in de onderneming.

## Discovery Inc
Discovery Inc heeft tientallen nichezenders met regionale variaties over de hele wereld:
- Animal Planet
- Animal Planet HD
- DMAX
- Discovery Channel
- Discovery Geschichte
- Discovery HD
- Discovery Historia
- Discovery Home & Health
- Discovery Kids
- Discovery Knowledge
- Discovery Real Time
- Discovery Science
- Discovery Shed
- Discovery Travel & Living
- Discovery Turbo
- Discovery World
- Discovery World HD
- Discovery en Español
- FitTV
- HD Theater
- HowStuffWorks
- Investigation Discovery
- Military Channel
- Oprah Winfrey Network (joint venture met Harpo Productions)
- People+Arts
- Petfinder
- Planet Green
- Quest
- TLC
- Treehugger

## Programma's
Deze programma's zijn of worden in Nederland uitgezonden op Discovery Channel:
- Aftermath: Population Zero
- Alaska: The Last Frontier
- Alaska: Surviving the Last Frontier
- Alaskan Bush People
- American Casino
- American Chopper
- American Hot Rod
- American Loggers
- Auction Hunters
- Auction Kings
- Biker Build-off
- Black Gold
- Blueprint for Disaster
- Bomb Patrol
- Brainiac: Science Abuse
- Brainiac: History Abuse
- Chasing Classic Cars
- Da Vinci Machines
- Deadliest Catch
- Desert Cars Kings
- Destroyed in seconds
- Die Ludolfs
- Dirty Jobs
- Dirty Money
- Dual Survival
- Dynamo: Magican Impossible
- Everest: Beyond the Limit
- Extreme Engineering
- Fast n' Loud
- Fat n' Furious
- Fifth Gear
- Fight Quest
- Food Factory
- Forensic Detectives
- Futurecars
- Futurescape with James Woods
- Future Weapons
- Gold Divers
- Gold Divers: Under the Ice
- Gold Rush
- Greatest Tank Battles
- Hardcore Heroes
- Hogs Gone Wild
- How Do They Do It?
- How Do They Do It? met Joep van Deudekom
- How It's Made
- How to Survive
- I Shouldn't Be Alive
- Industrial Junkie
- Junkyard Wars
- Kings of Construction
- Kings of Nitro
- LA Ink
- London Ink
- Mean Machines
- Miami Ink
- Mission Implausible
- Moonshiners
- MythBusters
- Oil, Sweat and Rigs
- One Step Beyond
- One Way Out
- Outback Truckers
- Overhaulin'
- Perfect Disaster
- Railroad Alaska
- Really Big Things
- Rides
- Rise of the Machines
- River Monsters
- Scrappy Races
- Rods n' Wheels
- Salvage Hunters
- Scrapheap Challenge
- Shocking survival videos
- Smash Lab
- Sons of Guns
- Survivorman
- Storm Chasers
- Street Customs
- Street Customs: Berlin
- Strip the City
- Swamp Brothers
- The FBI Files
- Time Warp
- Ultimate Survival
- West coast street costumers
- Whale Wars
- Wheeler Dealers
- Wreck Rescue
- Wrecks to Riches USA
- World's Strangest
- You Have Been Warned
- Yukon Men
- Zero Hour

## Wielersport
Tussen 2005 en 2007 trad Discovery Channel op als hoofdsponsor van de Discovery Channel wielerploeg, onder anderen Lance Armstrong en Alberto Contador reden voor Discovery. Voorheen stond deze ploeg bekend als US Postal.

## Trivia
Sinds enige jaren heeft men een eigen luchtballon in Nederland met registratie PH-DCX. Deze ballon is voornamelijk in het oosten van het land actief.